# 파트리크 흐로쇼우스키
파트리크 흐로쇼우스키(슬로바키아어: Patrik Hrošovský, 1992년 4월 22일 ~ )는 슬로바키아의 프로 축구 선수로, 헹크와 슬로바키아 국가대표팀에서 미드필더로 활약하고 있다. 이전에는 자주 필드에 출전했으며 빅토리아 플젠에서 주장으로 활약하며 세 차례 체코 챔피언에 올랐다.

## 구단 경력

### 빅토리아 플젠
2011년 11월 12일, 그는 바니크 소콜로프와의 체코 컵에서 FC 빅토리아 플젠 소속으로 첫 성인팀 데뷔전을 치렀다,

### 헹크
2019년 6월 5일, 요르단과 아제르바이잔과의 더블 경기를 준비하던 중, 흐로쇼우스키는 헹크로의 이적을 거의 완료한 것으로 알려졌다. 문제가 발생했음에도 불구하고 구두 합의가 이루어졌고, 빅토리아는 클럽이 UEFA 챔피언스리그 조별 리그에 진출할 수 있도록 여름 이적 기간 동안 그를 떠나도록 허락하는 데 동의했다.